# Зубовский, Михаил Иванович
 Михаил Иванович Зубовский  (1864—?) — государственный деятель Российской империи, действительный статский советник, губернатор Олонецкой губернии.

## Биография
Выходец из дворян Могилёвской губернии.
В 1889 году окончил юридический факультет Императорского Санкт-Петербургского университета.
Служил в Петербургской и Виленской судебных палатах, Ковенском, Петербургском и Уфимском окружных судах.
В январе 1906 года назначен вице-директором департамента полиции Министерства внутренних дел, с 1912 года — директор канцелярии Министерства внутренних дел.
16 июня 1913 года назначен на должность губернатора Олонецкой губернии. Годы губернаторства совпали с тяжёлыми годами Первой мировой войны, в обстановке нарастания дороговизны и хозяйственного кризиса.
За успешно организованную мобилизацию запасных в губернии был награждён специально установленной медалью.
В ноябре 1916 года подал в отставку по состоянию здоровья. Переехал в Петроград.
В 1917 году эмигрировал.

## Семья
Дважды был женат — первым браком на Ольге Александровне, урождённой Карпович (разведены в сентябре 1900 года), вторым браком на Лидии Михайловне, урождённой Головинской (умерла 3 марта 1915 года). Детей не имел.